# Lonely Drifter Karen
Lonely Drifter Karen es el seudónimo artístico de la cantante/compositora austríaca Tanja Frinta . En su música se mezcla el folk proveniente de diversos países europeos, el Dark Cabaret alemán del período de entreguerras junto al Pop anglosajón. Tanja Frinta se hace acompañar por Marc Melià Sobrevias  al piano y teclados y de Giorgio Fausto Menossi a la batería.

## Biografía
Tras formar parte de la banda indie Holly May en su Austria natal, Tanja Frinta fundó su nuevo proyecto Lonely Drifter Karen en la ciudad sueca de Gotemburgo, ciudad a la que se había mudado en 2003.
Ese mismo año publicó su primer EP Sinsweetime a través del sello vienés Fettkakao en el que todos los instrumentos fueron interpretados por ella misma.
Durante los tres años en los que estuvo viviendo en Suecia, Tanja Frinta estuvo de gira en solitario por varios países europeos como Alemania, Suecia, Noruega, Polonia, España e Italia presentando su EP. Fue en la última gira que realizó en Italia durante el mes de abril de 2006 donde el batería natural de Verona Giorgio Fausto Menossi se unió por primera vez al proyecto.
En diciembre de 2006 Tanja Frinta viajó hasta Barcelona para grabar con el pianista y productor mallorquín Marc Melià Sobrevias lo que sería su primer LP. Los dos quedaron muy satisfechos con los resultados de las sesiones de grabación por lo que Tanja Frinta decidió mudarse a Barcelona para seguir con el proyecto junto a Marc Melià. Al mismo tiempo Giorgio Menossi decidió fijar su residencia en Barcelona por lo que los tres estuvieron grabando y dando conciertos por toda Europa a lo largo del 2007 acabando de dar forma al proyecto.
El primer LP de Lonely Drifter Karen titulado Grass is Singing se publicó en Europa en mayo de 2008 por el sello belga Crammed Discs recibiendo una muy buena reacción por parte de la crítica especializada en Países como Francia y Reino Unido
En abril de 2010 se publicó su segundo disco titulado Fall Of Spring que cuenta con la colaboración de Emily Jane White.

## Discografía

### Álbumes
- Fall Of Spring Crammed Discs, 2010

1. Dis-In-Motion
2. Show Your Colours
3. Russian Bells
4. Railroad
5. Ready To Fall
6. Something's Scorching
7. A Roof Somewhere
8. Julien
9. Eventually
10. Side By Side
11. Wonderous Ways
12. Seeds (feat. Emily Jane White)
13. Seasonal Things (Download Bonus Track)

- Grass Is Singing (Crammed Discs, 2008

1. This World is Crazy
2. The Angels Sigh
3. Passengers of The Night
4. The Owl Moans Low
5. Climb
6. Casablanca
7. Professor Dragon
8. Salvation
9. Carousel Horses
10. True Desire
11. Giselle
12. No True Woman
13. La Hierba Canta

### EP
- Sinsweetime Fettkakao, 2003

1. The Pure Heart Sin
2. Beautiful Shock
3. Some Summer Days
4. Sweet (Swing) Time